# Verheul (constructeur)

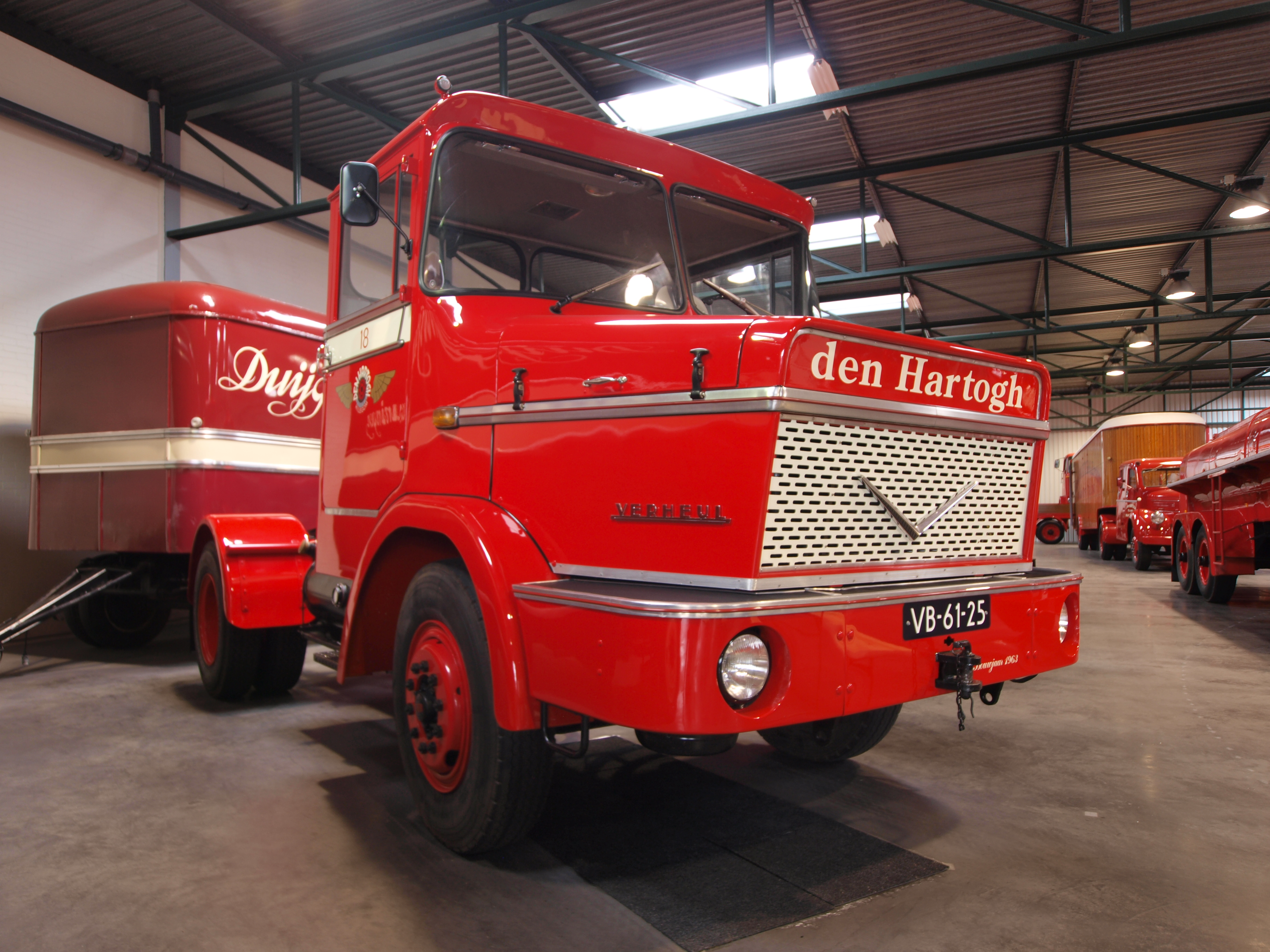
Verheul trekker uit 1963 in het Jack den Hartogh oldtimer truck museum

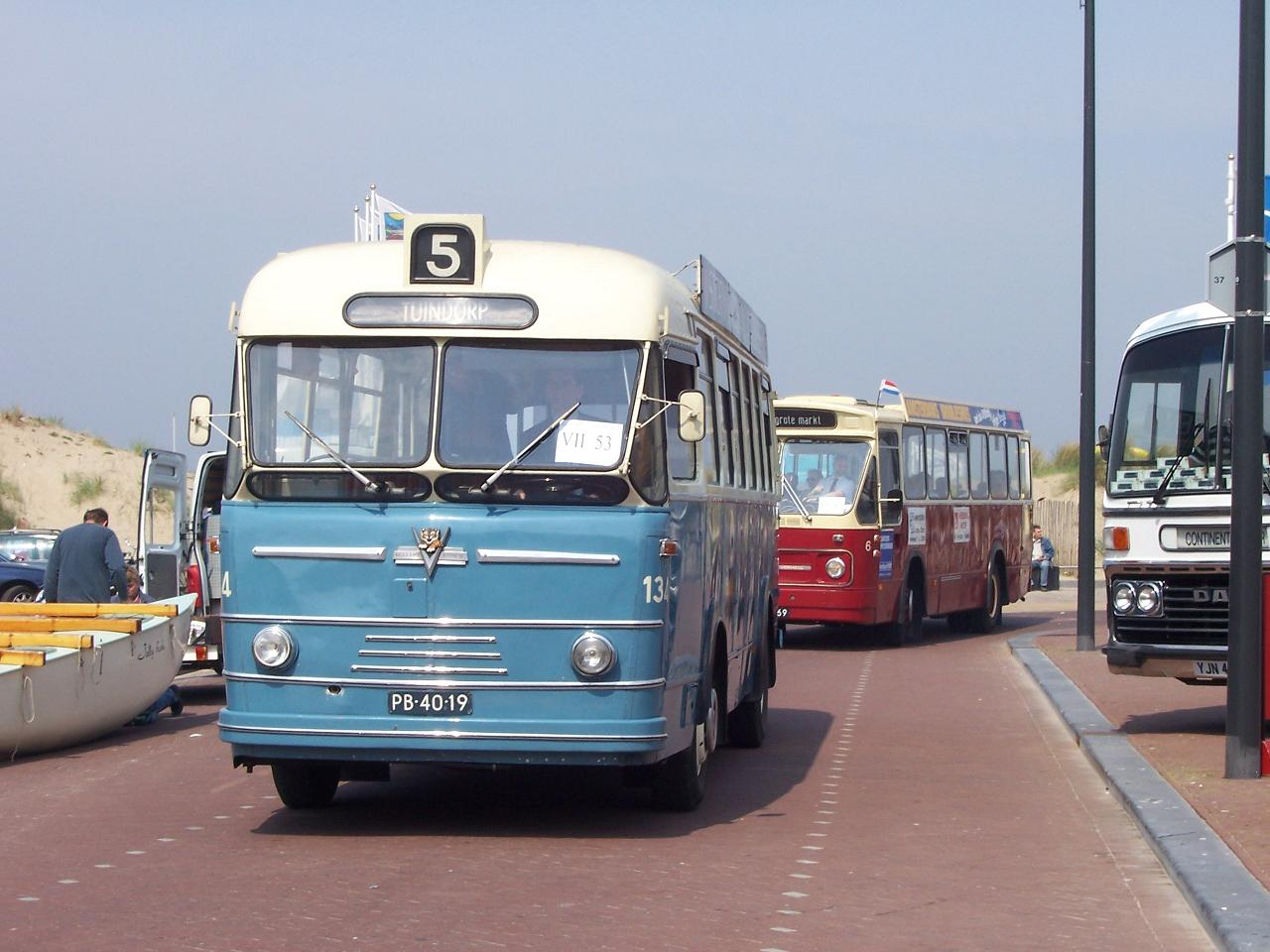
Verheul Holland Coach stadsbus 134 uit 1955, GEVU, Utrecht, gevolgd door Leyland-Verheul LVS560 stadsbus 6 uit 1968, GVG, Groningen.

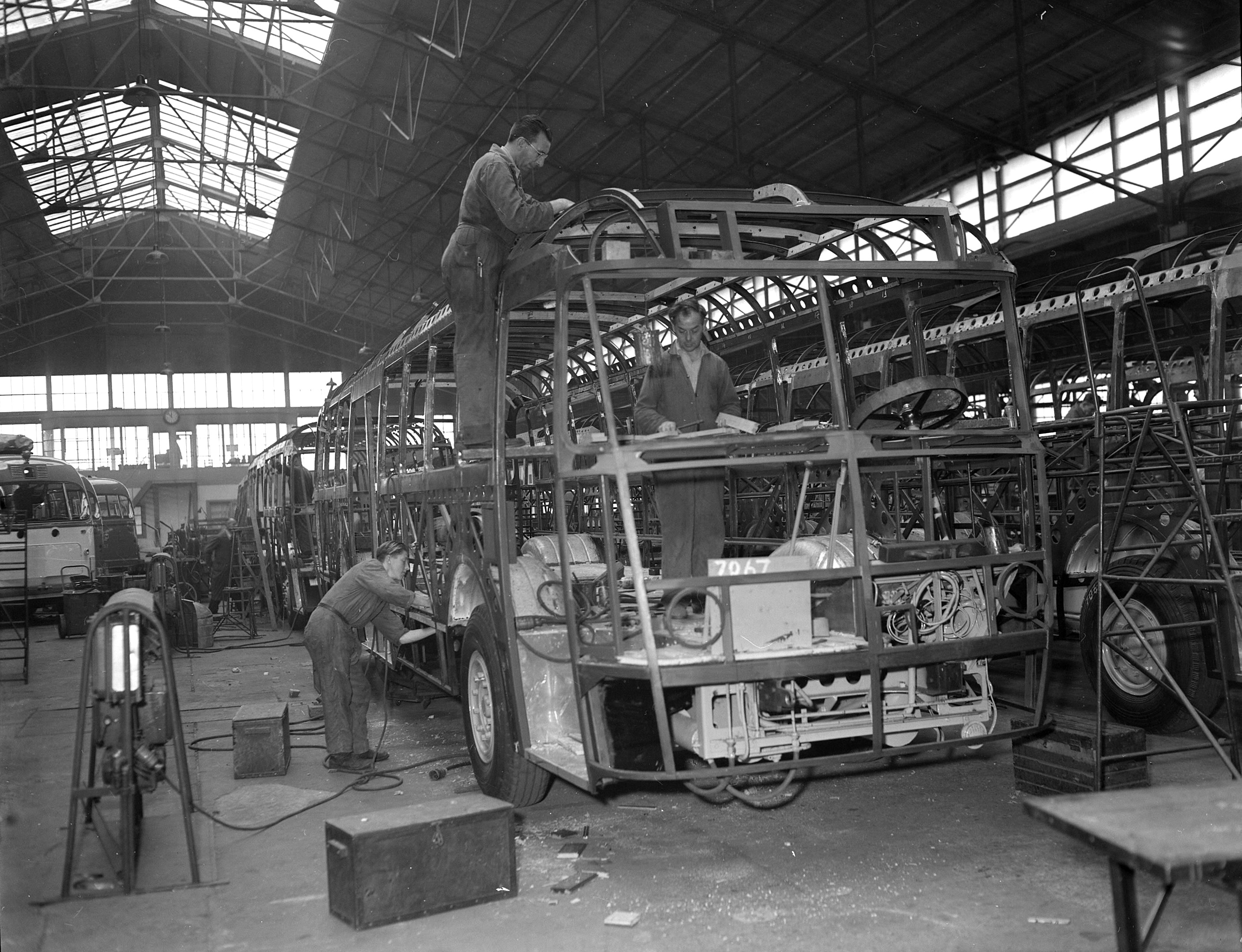
Bouw van een Haagse stadsbus bij Verheul in 1952

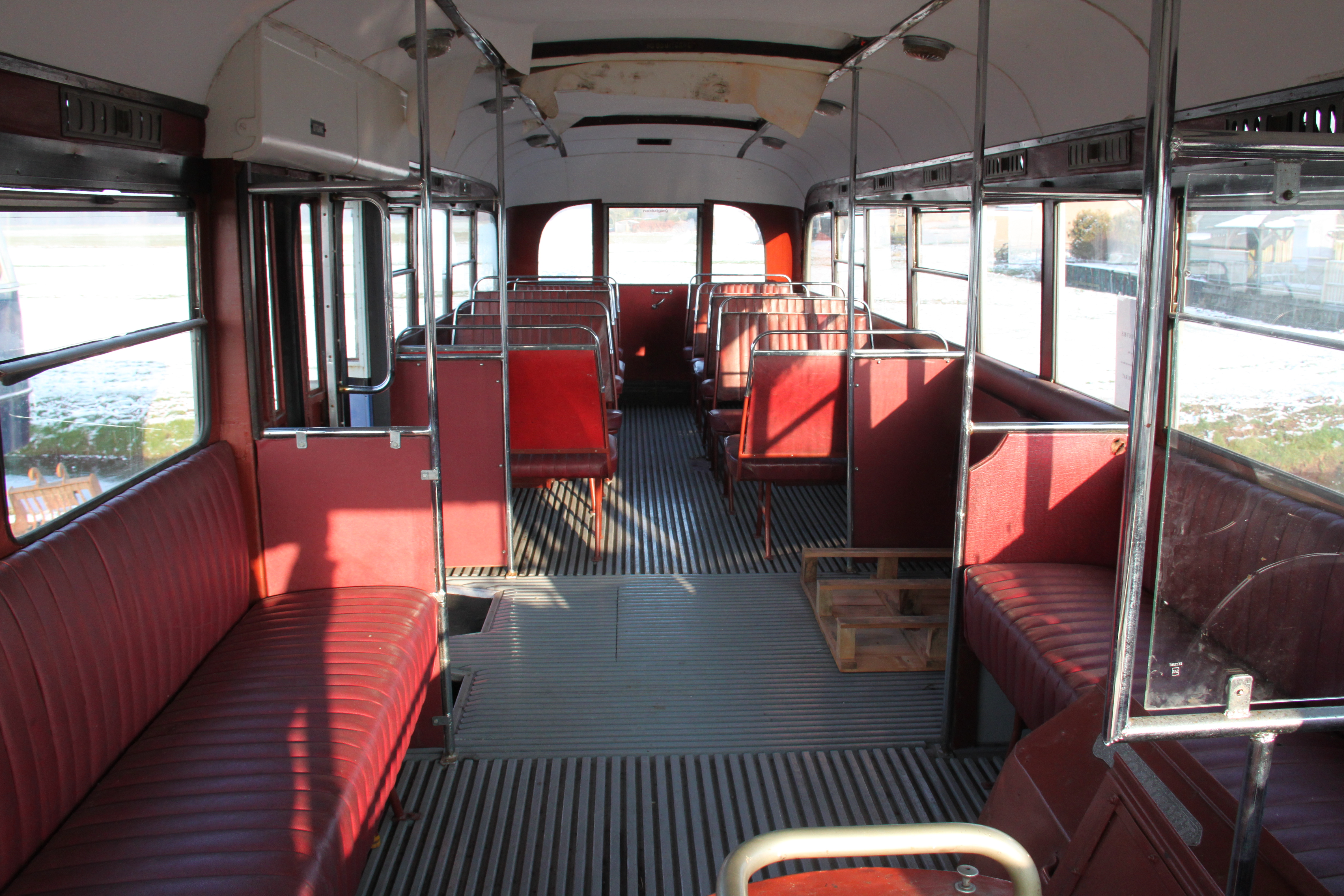
Interieur van de Amsterdamse bus 157 (Kromhout/Verheul) uit 1941

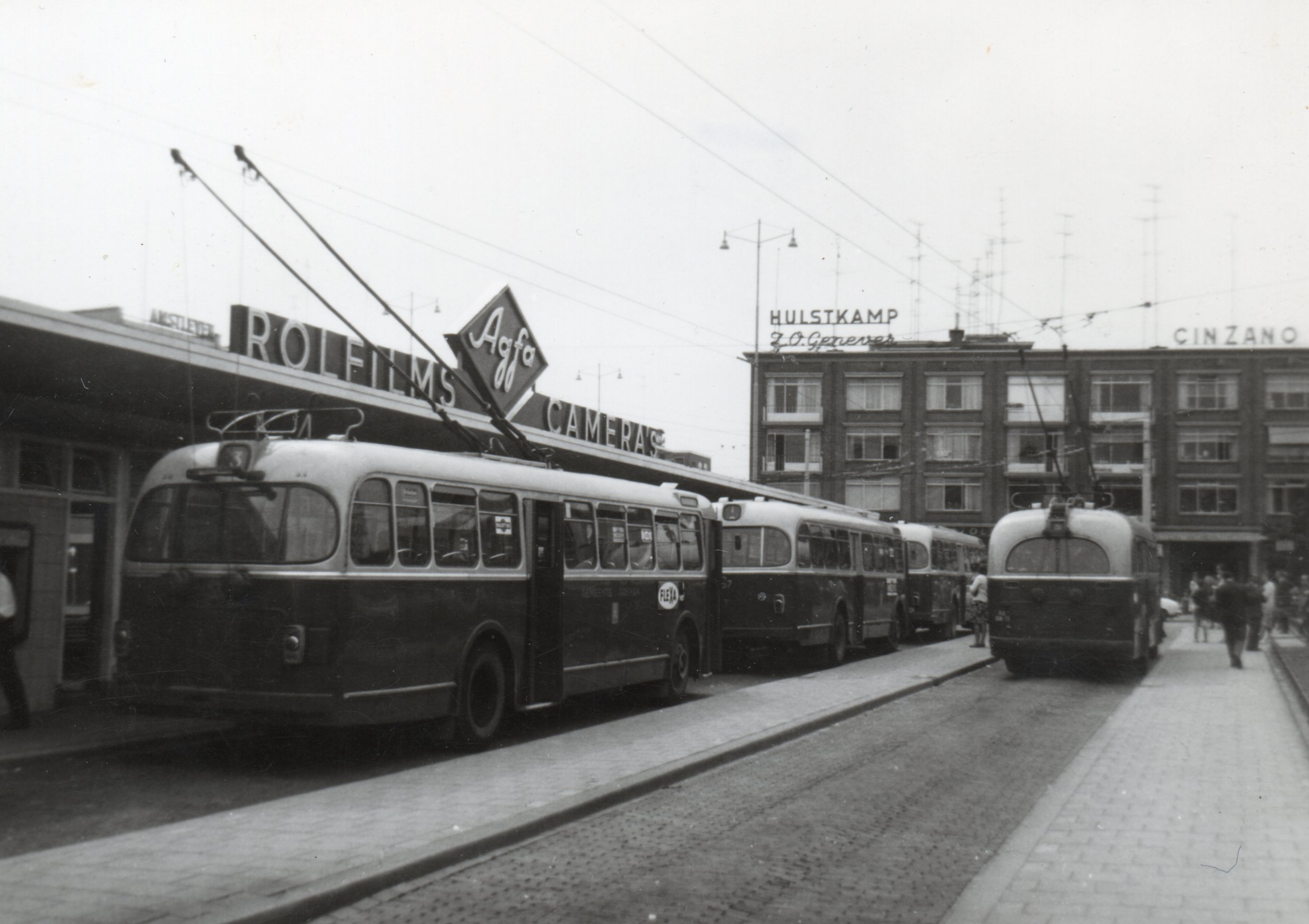
Karakteristieke achterkanten van Verheul-stadsbussen (trolley en diesel) in Arnhem, 1965

De N.V. Auto-Industrie Verheul was een Nederlandse constructeur van autobussen en vrachtwagens te Waddinxveen, die onder die naam bestaan heeft van 1900 tot 1970.

## Geschiedenis
De geschiedenis van Verheul, voortgekomen uit een wagenmakerij te Waddinxveen, komt overeen met die van vele andere carrosseriefabrieken. Dirk Verheul, sinds 1900 de eigenaar, begon na de Eerste Wereldoorlog met de bouw van koetswerken. In de jaren dertig was de fabriek uitgegroeid tot een van de grootste op dit gebied in Nederland. Op vele chassismerken werden bussen en vrachtwagens geproduceerd. In het bijzonder werd samengewerkt met het Nederlandse Kromhout.
In 1948 presenteerden Verheul en Kromhout op de RAI-tentoonstelling de zelfdragende VB48-buscarrosserie. In deze eerste jaren na de bevrijding nam Verheul ook actief deel aan de wederopbouw van het Nederlandse openbaar vervoer. Het aantal benodigde bussen was groter dan men aankon en daarom besteedde Verheul de carrosseriebouw van grote series Crossley- en Scania-Vabis-bussen uit aan de vliegtuigbouwers Fokker en Aviolanda en de scheepswerf De Schelde.
Vanaf 1958 nam Verheul de gehele bouw van de bedrijfsauto's van Kromhout over. Gebaseerd op de bestaande Kromhoutchassis en -motoren, bracht het bedrijf vanaf 1959 onder de naam Verheul deze wagens op de weg. Tegelijkertijd werd de bedrijfsnaam gewijzigd in N.V. Auto-Industrie Verheul. De vrachtwagens werden geleverd in de vorm van zowel frontstuur- als normaalstuurwagens, trekkers en vrachtwagens in de middelzware en zware klassen. Voorts kon gekozen worden uit een chassis met twee of drie assen, en een AEC of Rolls-Royce-motor.
Daarnaast nam het bedrijf de bouw van complete Kromhout-bussen ter hand, waarbij Kromhout alleen nog de motoren leverde. Aan dit verbond kwam in 1963 een einde, want na de overname van Verheuls andere partner AEC door Leyland ontstond een nauwe samenwerking tussen Verheul en Leyland-Holland in Aalsmeer. Men ging verder onder de naam Leyland Motor Corporation NV.
De Verheul-fabriek werd op 9 december 1970 door brand verwoest. Op deze plek verrees vervolgens de Nederlandse vestiging van British Leyland. De naam Verheul werd niet meer gebruikt en carrosserieën werden niet meer gebouwd. De bouw van standaard streekbussen werd voortgezet door Den Oudsten te Woerden.

## Vestigingen
Een geplande nieuwe fabriek aan de Henegouwerweg in Waddinxveen langs Rijksweg 12 kon door de oorlogsomstandigheden pas na 1945 in gebruik genomen worden. Dit complex stond bekend als fabriek A en diende voor de bouw van grote series autobussen. De oorspronkelijke vestiging aan de Kleikade in Waddinxveen heette voortaan fabriek B en werd ingeschakeld voor de bouw van kleinere aantallen touringcars. Omdat Verheul in de jaren vijftig grote orders kreeg van bussen voor het stads- en streekvervoer, werd op 25 november 1955 in Apeldoorn een nieuwe fabriek C geopend, die echter niet lang heeft bestaan. Deze werd vanaf de overname van Kromhout voornamelijk als vrachtwagenfabriek gebruikt, maar bleek niet het gewenste resultaat te geven. Inclusief de vrachtwagenproductie stopte deze fabriek op 1 november.

## Producten
Verheul was een bekende bouwer van vrachtauto's en vooral autobussen. Tientallen jaren hadden veel stadsbussen, streekbussen en touringcars in Nederland een carrosserie van Verheul. Een deel hiervan was gebouwd op een chassis van merken als Kromhout, AEC, MAN, Leyland of DAF, maar ook bouwde men veel zelfdragende carrosserieën met componenten van Kromhout, AEC (zoals de VB10 en VB20) en Leyland (zoals de Holland Coach stadsbus en de Royal Holland Coach streekbus).
Verheul bouwde in de jaren vijftig en zestig grote series stadsbussen voor GVB (Amsterdam), GEVU (Utrecht) en HTM (Den Haag). Ook heeft Verheul veel bussen voor de dochterondernemingen van de NS geproduceerd, zoals Citosa, NACO, NTM, NZHVM, NBM, VAD en Zuidooster en voor particuliere vervoerders als GTW, RTM, Maarse & Kroon en NAO.
In 1966 bouwde Verheul 25 bussen van het type CSA in opdracht van Hainje voor de HTM. In 1967-69 ontwierp en bouwde Verheul een serie van 130 standaard streekbussen van het type Leyland-Verheul LVB668 voor de toen nog bij NS en later bij de ESO aangesloten busbedrijven. Tot 1988 was dit het standaardmodel voor het Nederlandse streekvervoer, maar Verheul zelf kwam er toen allang niet meer aan te pas.
Verheul heeft ook bussen geëxporteerd, in de jaren vijftig naar onder meer Uruguay en Argentinië (op ACLO-chassis, een andere naam voor AEC) en Suriname en in de jaren zestig naar Frankrijk en Israël.

## Portretten van Verheul- producten

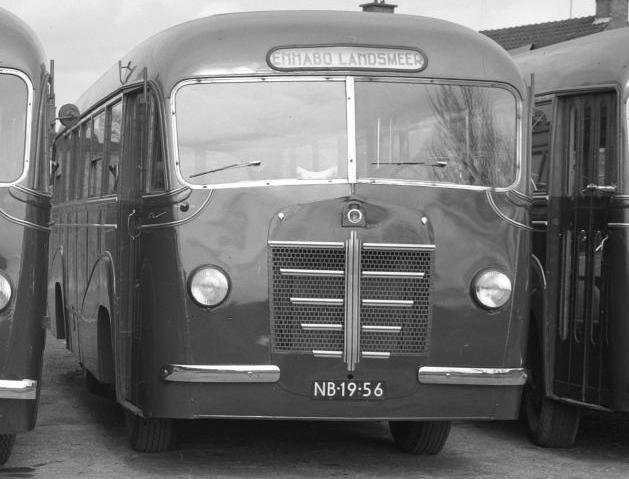
Kromhout TB4/Verheul-bus uit 1939, Enhabo, Landsmeer.
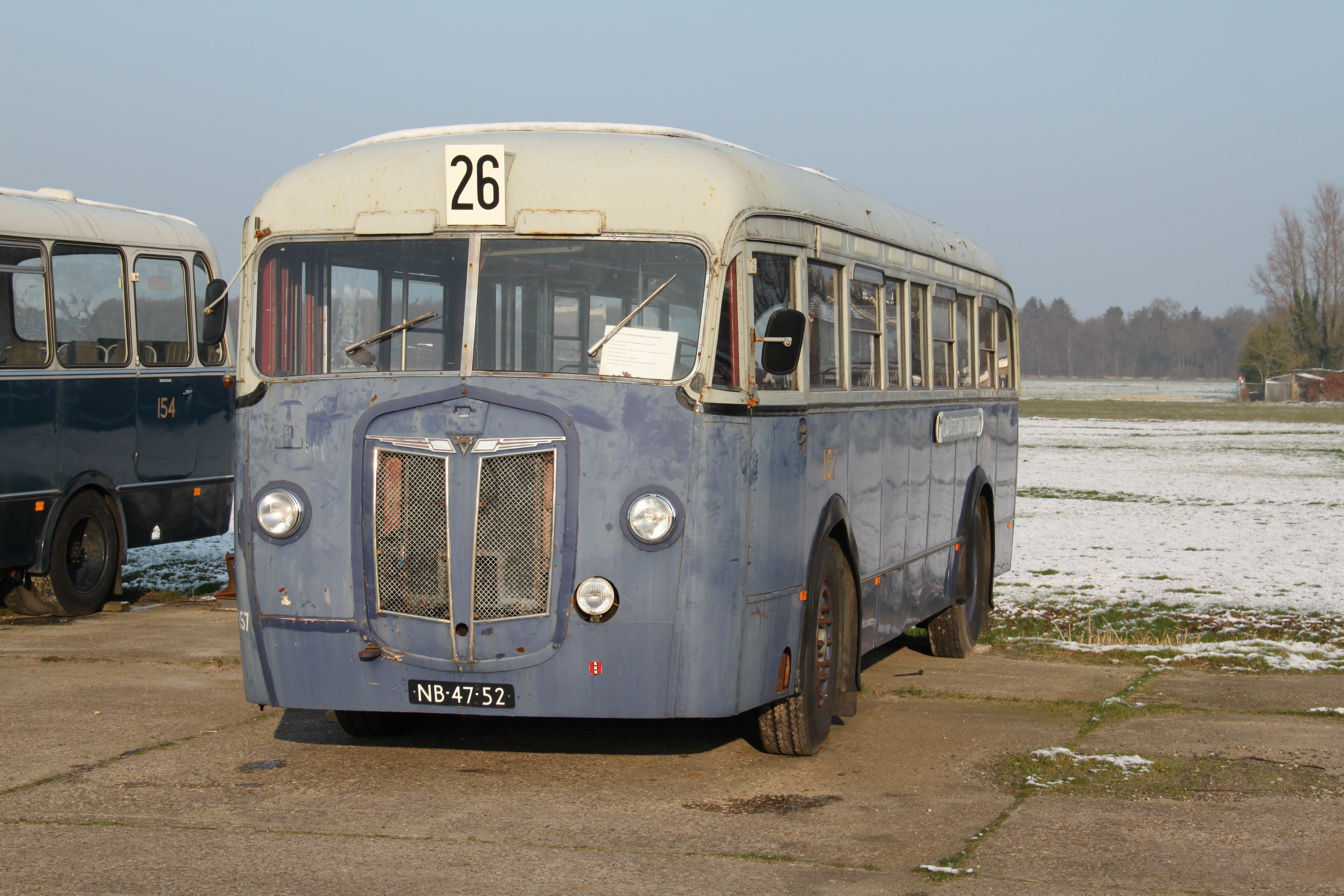
Kromhout/Verheul-bus 157 uit 1941, Gemeentetram Amsterdam.
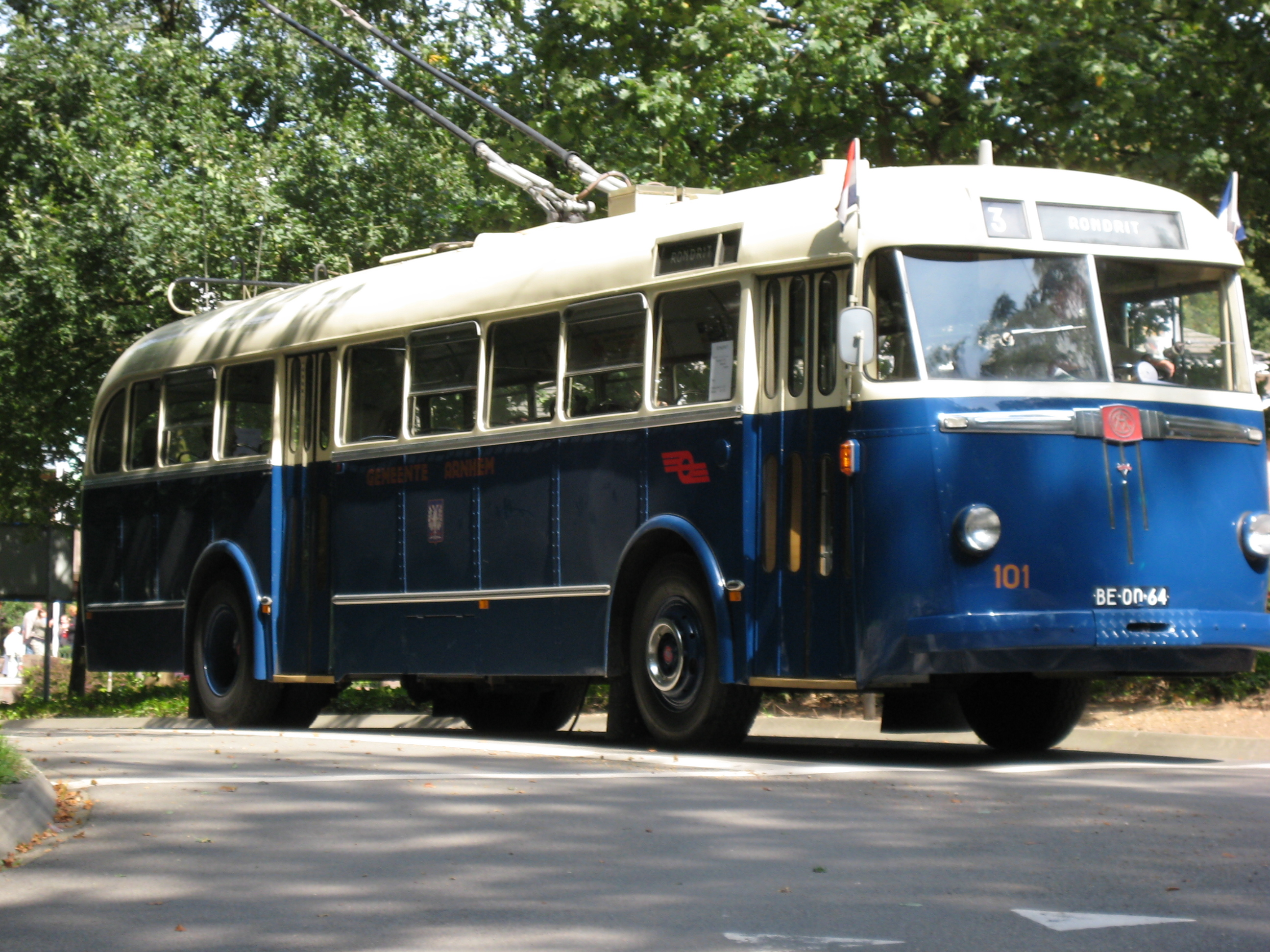
BUT/Verheul museumtrolleybus 101 uit 1949, GVA, Arnhem.
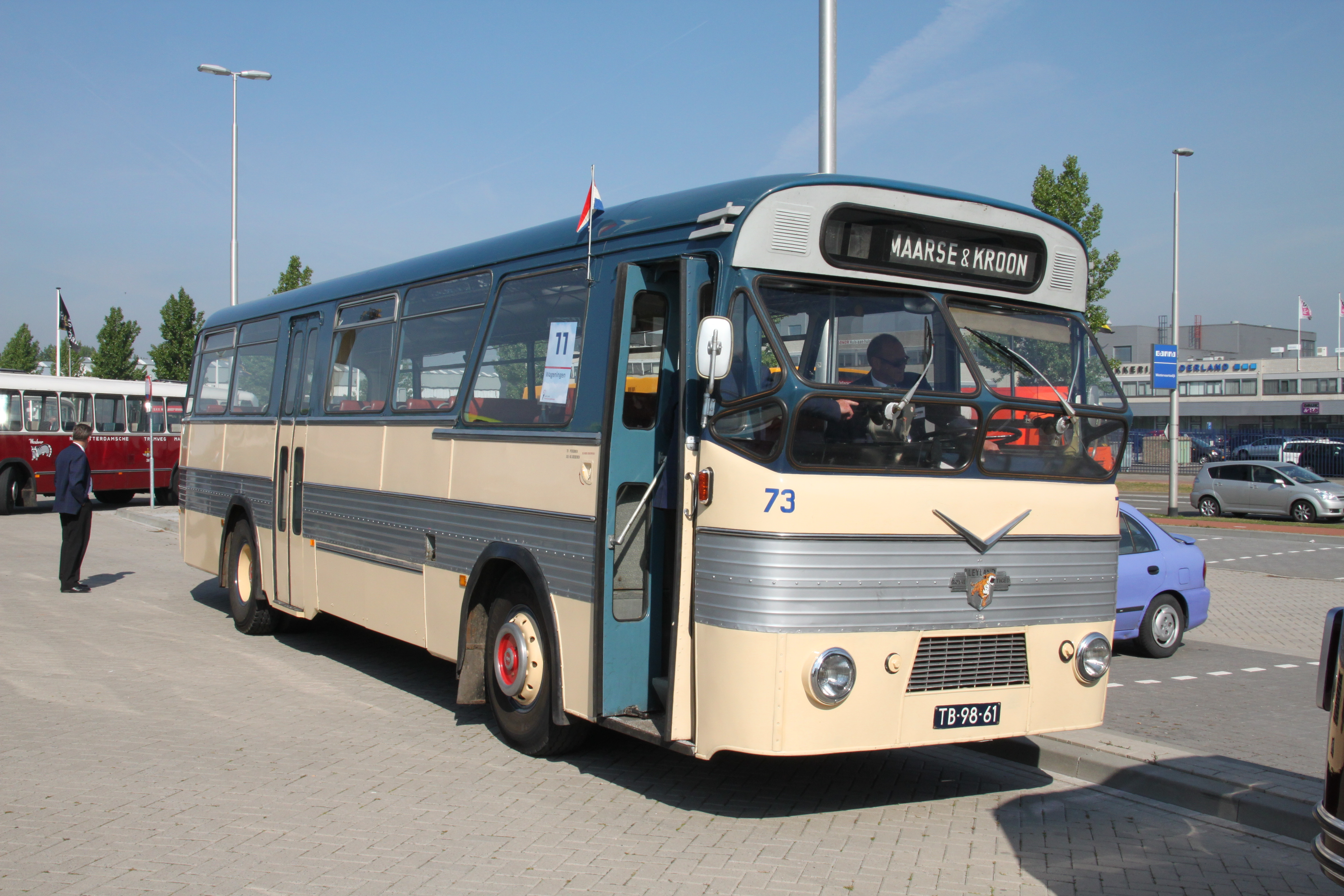
Leyland/Verheul voorstadsbus 73 uit 1960, Maarse & Kroon, Aalsmeer.
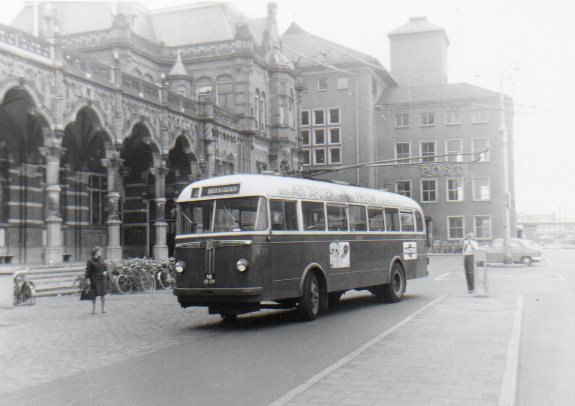
Groningse trolleybus 109 uit 1949, GVG.
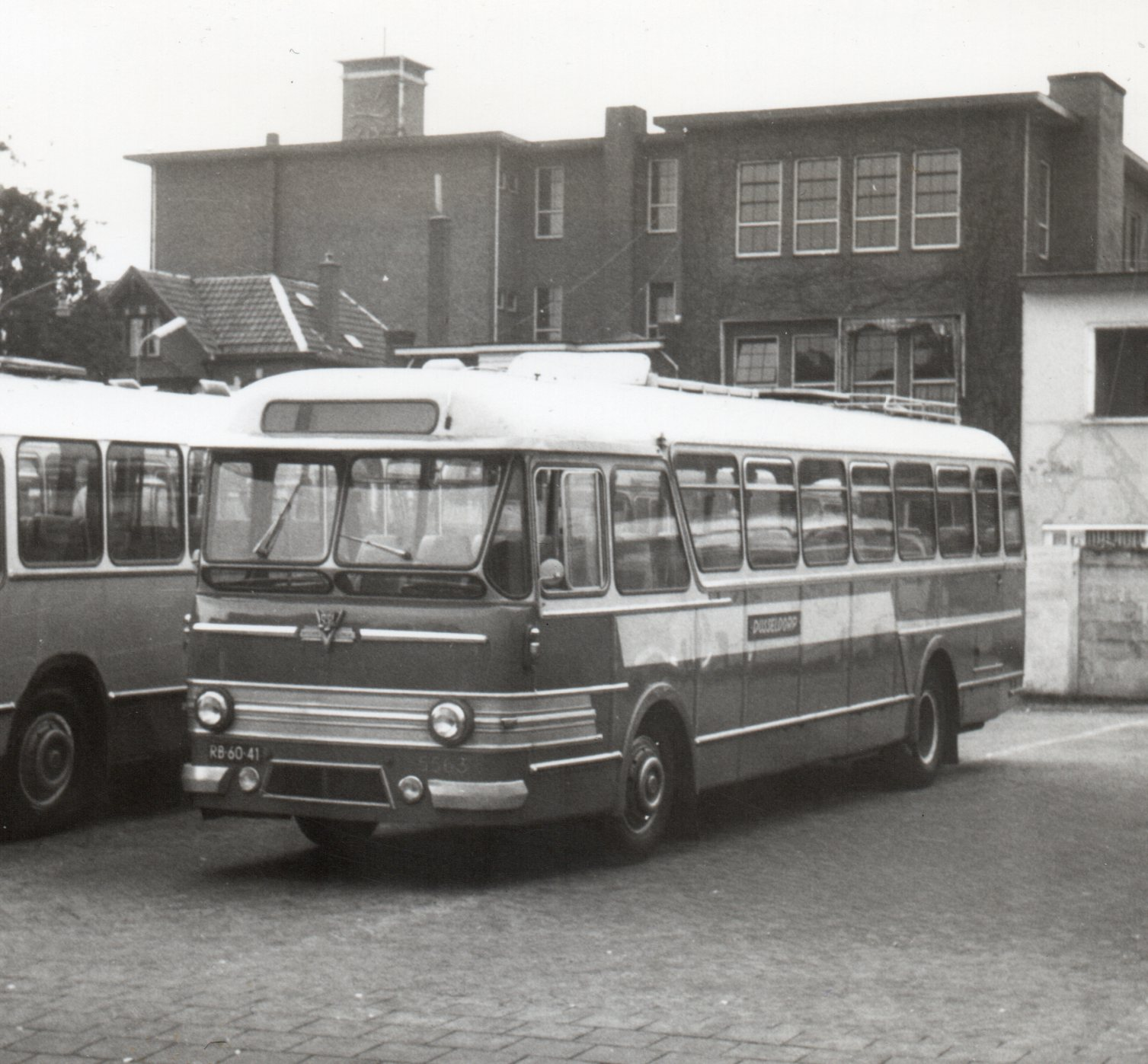
Special Holland Coach, Leyland-Verheul bus 5563 van de VAD in de kleuren van het touringcarbedrijf Dusseldorp
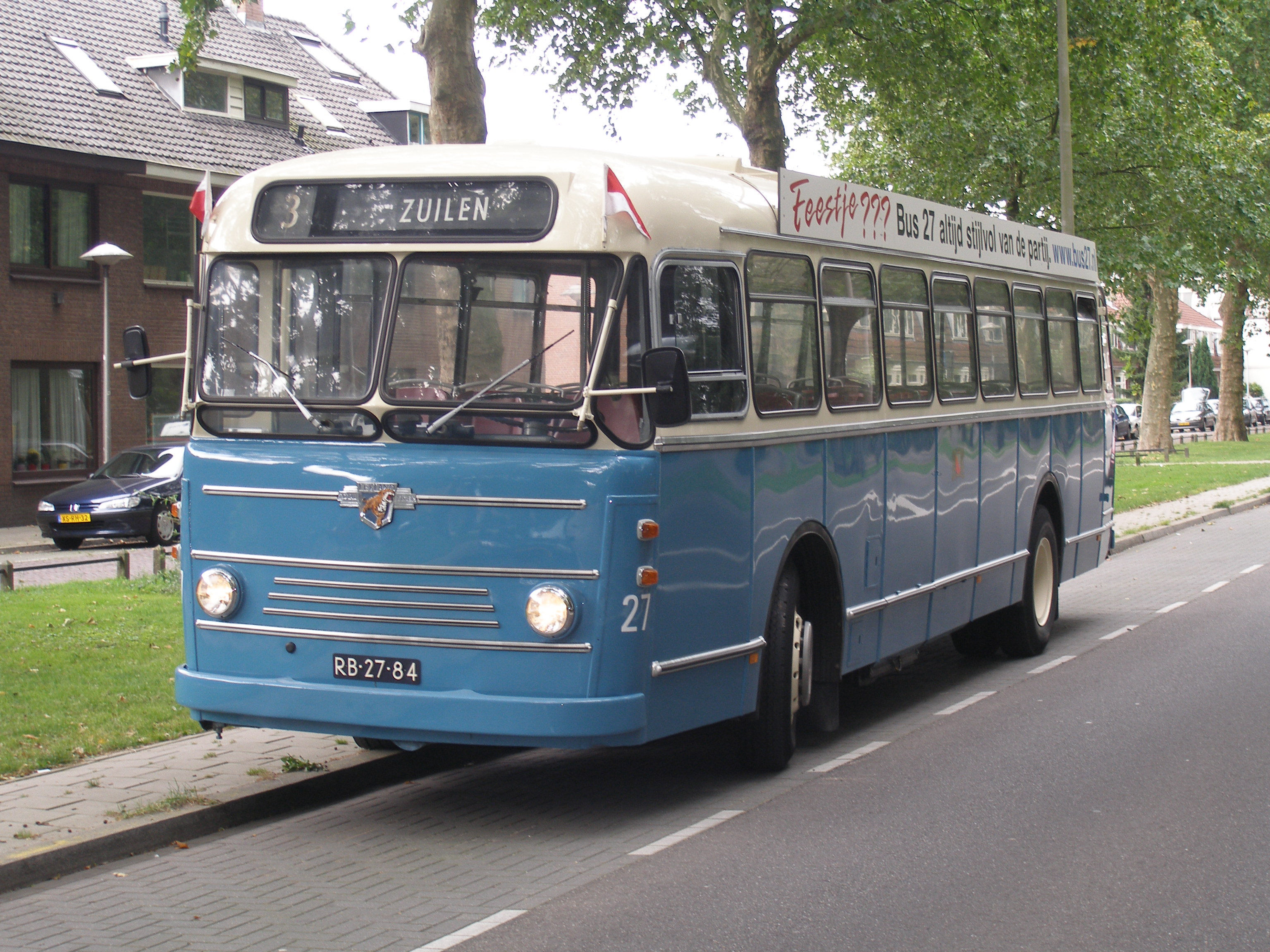
Leyland/Verheul stadsbus 27 uit 1957, GEVU, Utrecht.
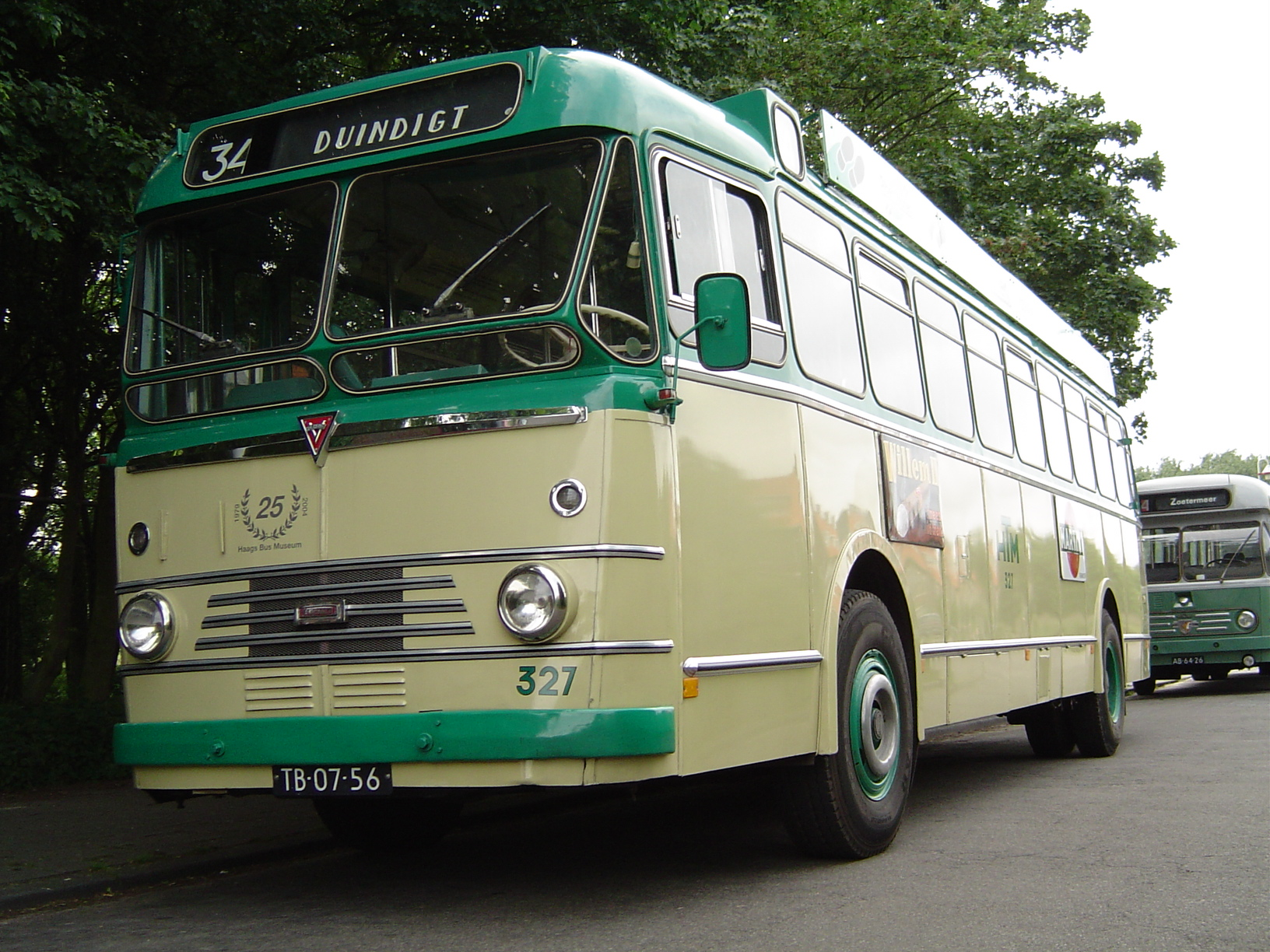
Kromhout TBZ100/Verheul stadsbus 327 uit 1958, HTM, Den Haag.
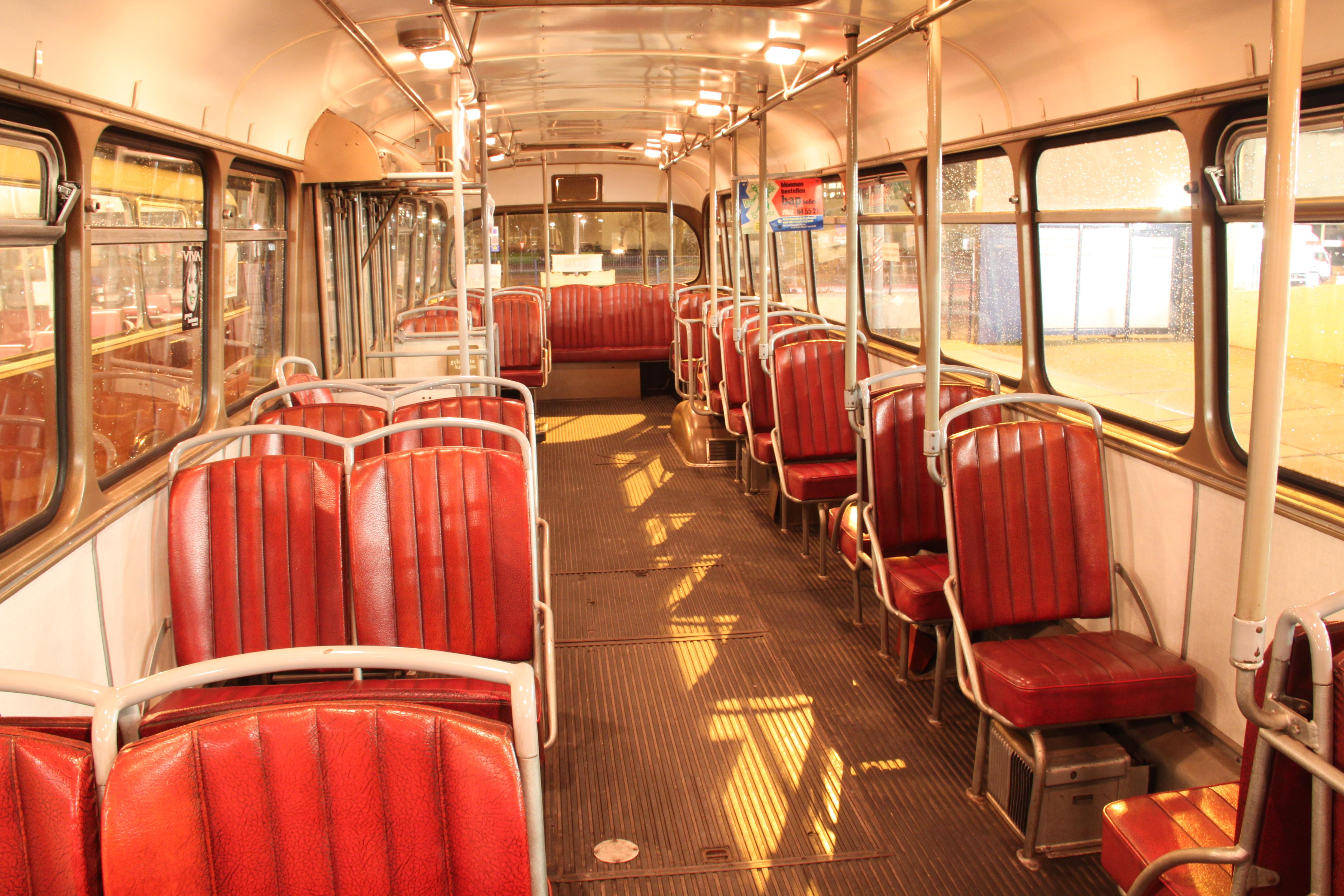
Interieur van Kromhout TBZ100/Verheul stadsbus 281 uit 1957, GVB (Amsterdam)
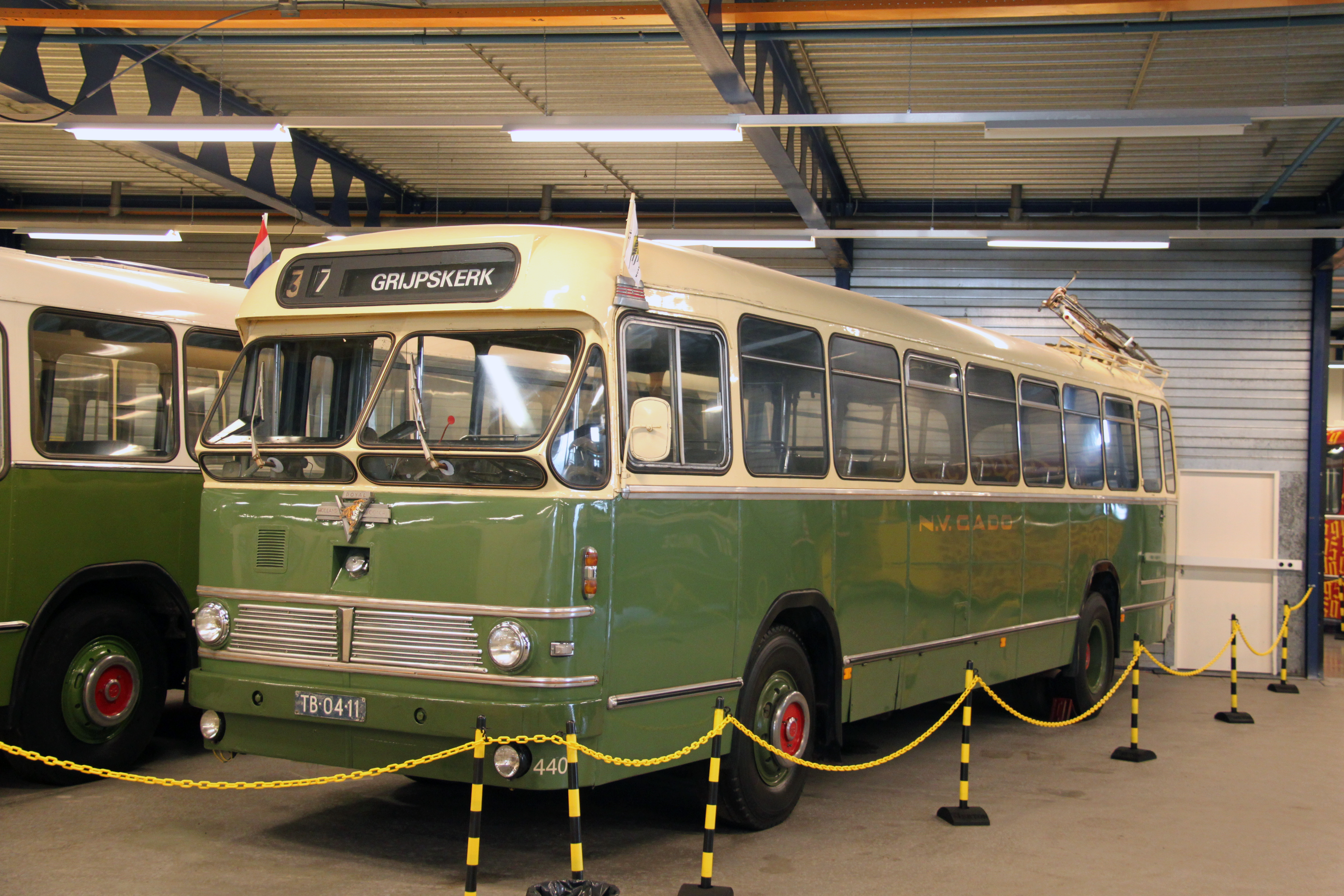
Leyland-Verheul streekbus 4400 uit 1958, GADO, Hoogezand.
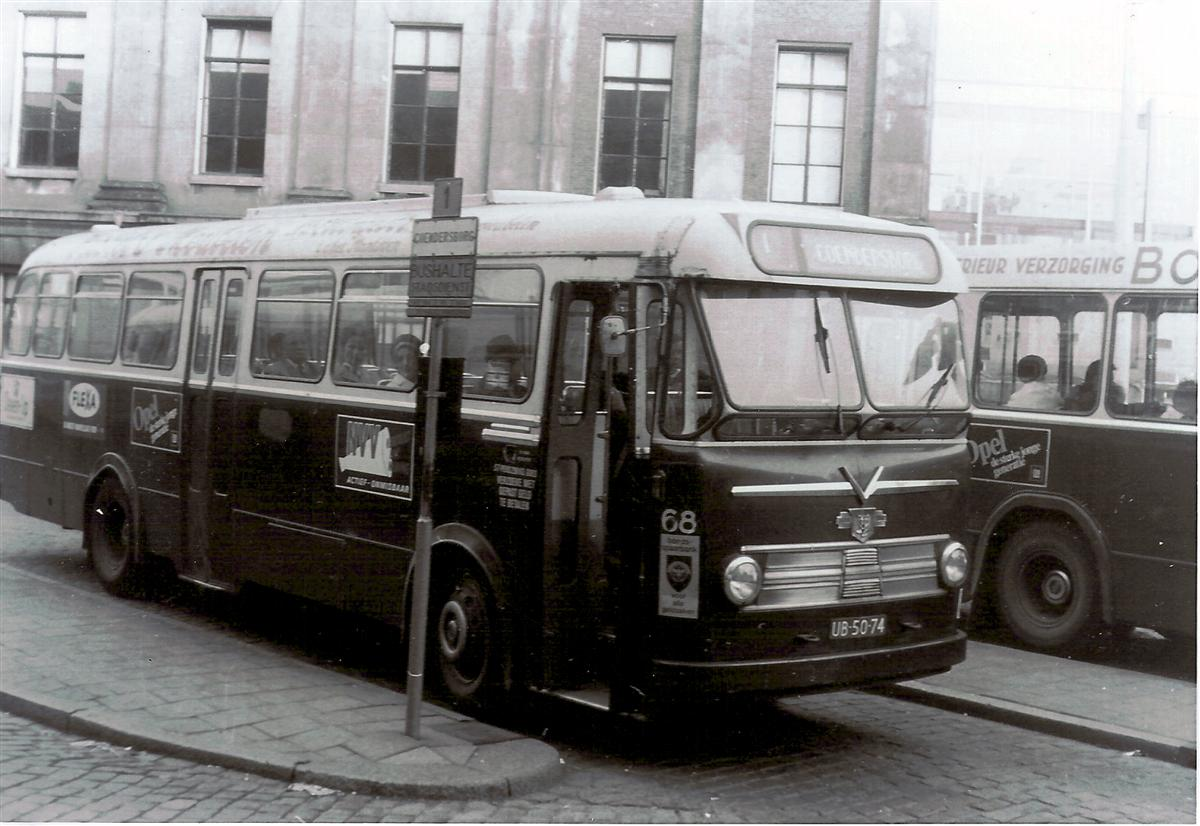
Leyland/Verheul stadsbus 68 uit 1961, GVG, Groningen.
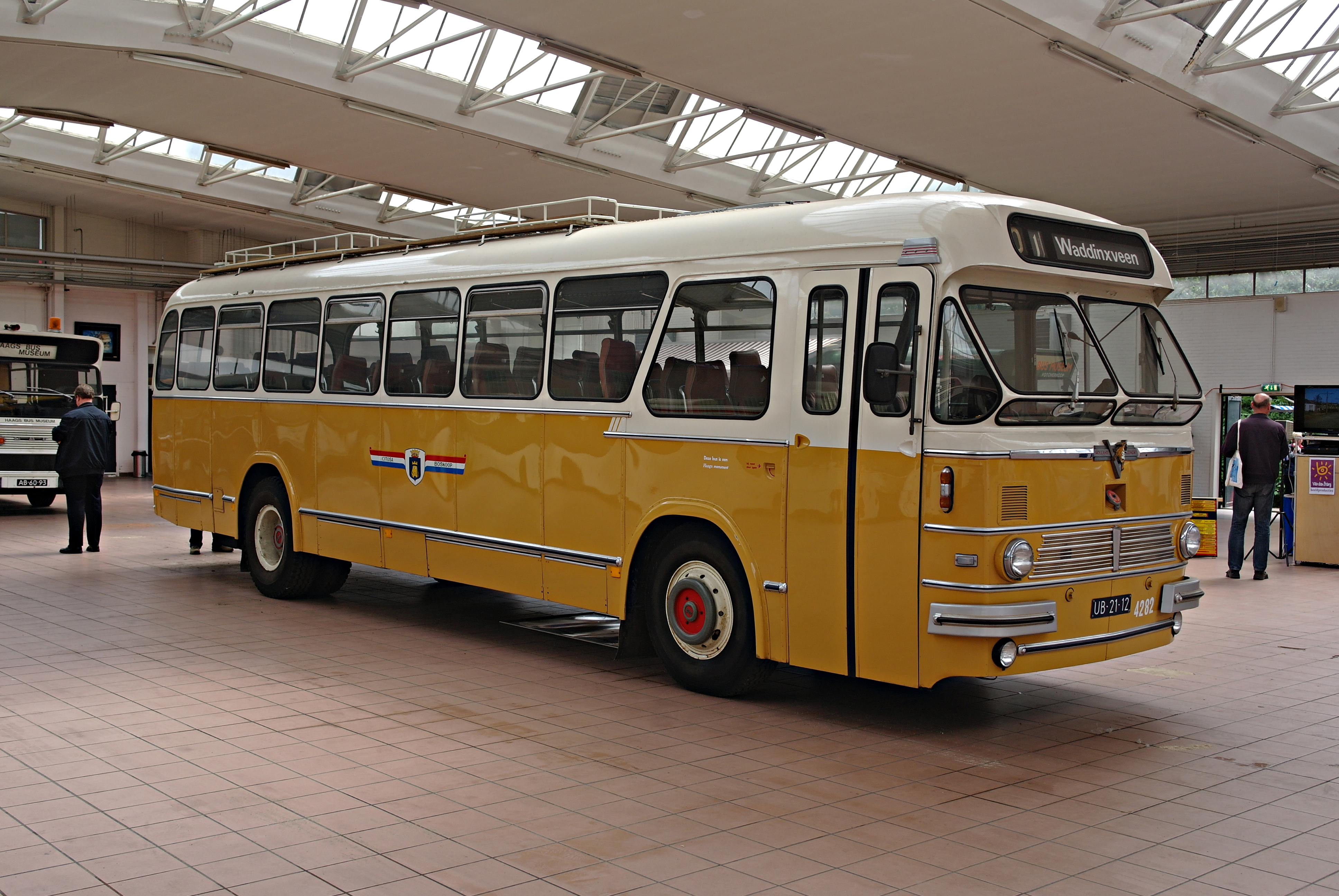
Leyland/Verheul semitouringcar 4282 uit 1961, Citosa, Waddinxveen.
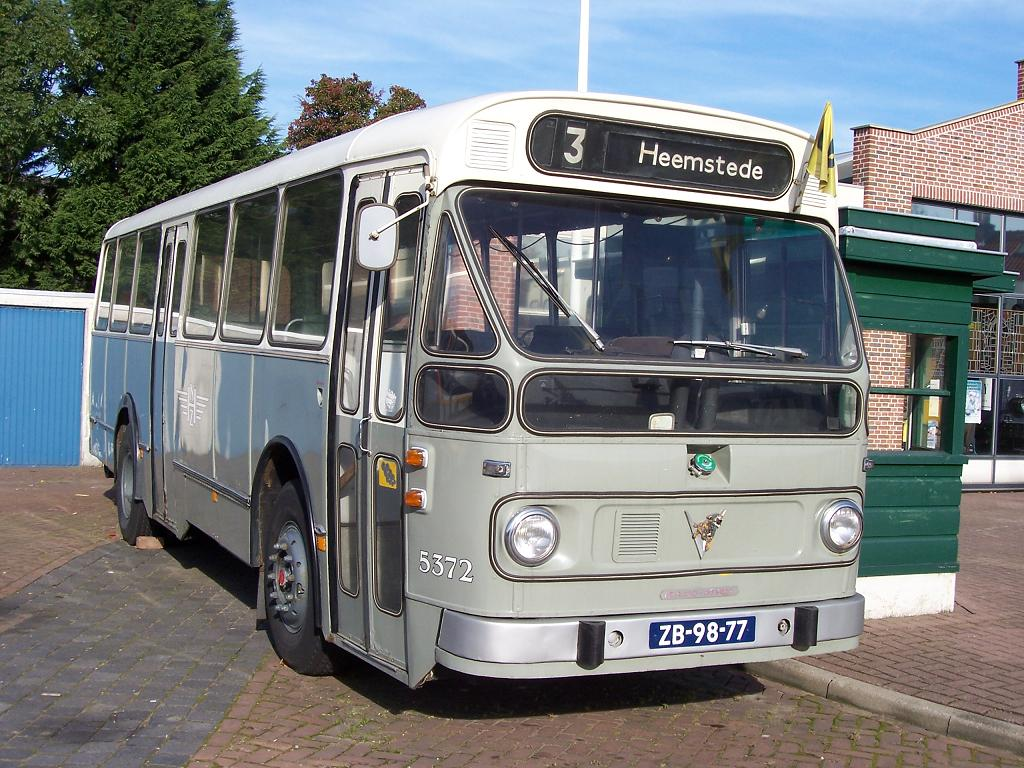
Haarlemse Leyland-Verheul stadsbus 5372 uit 1965
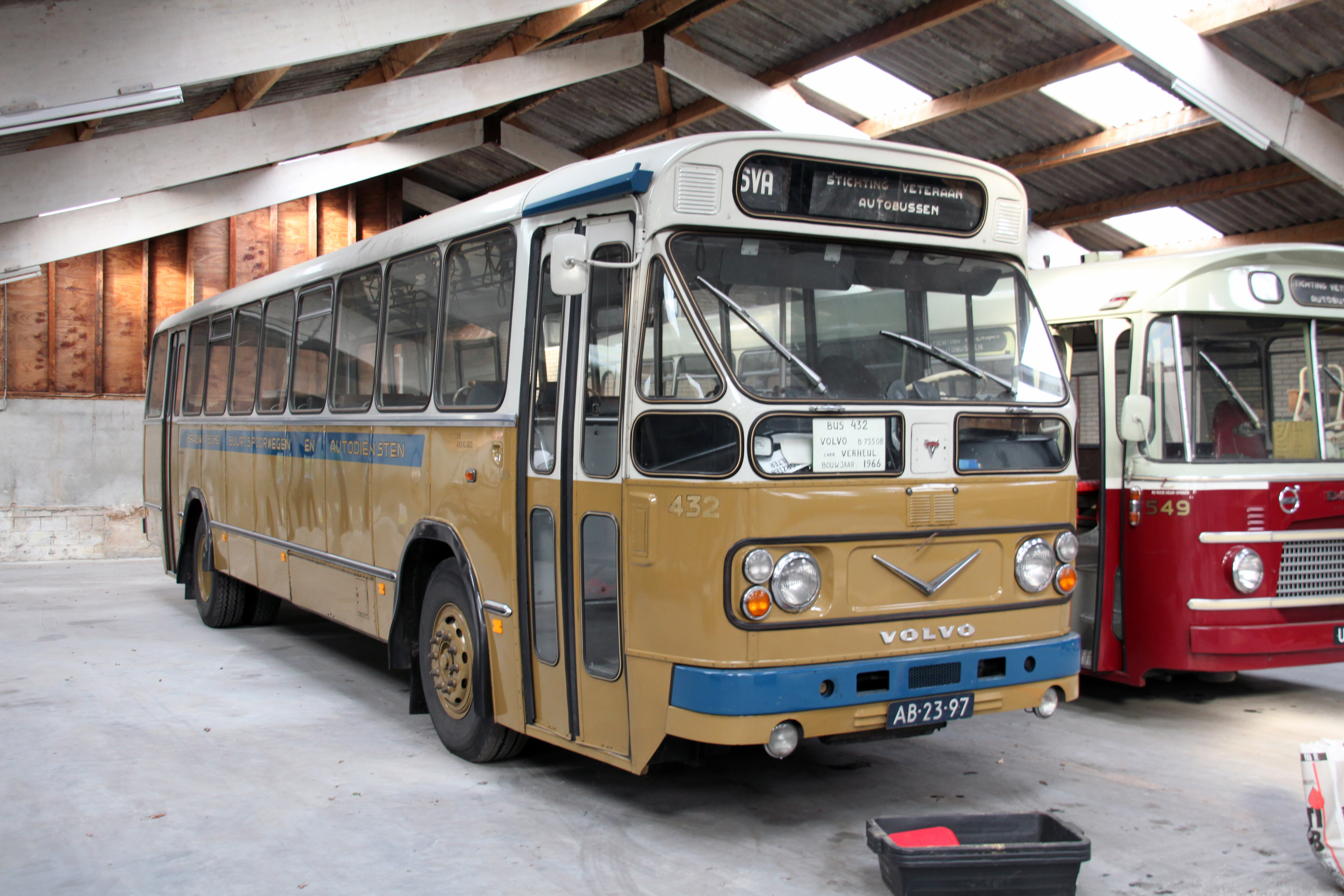
Volvo/Verheul streekbus 432 uit 1966, BBA, Breda.
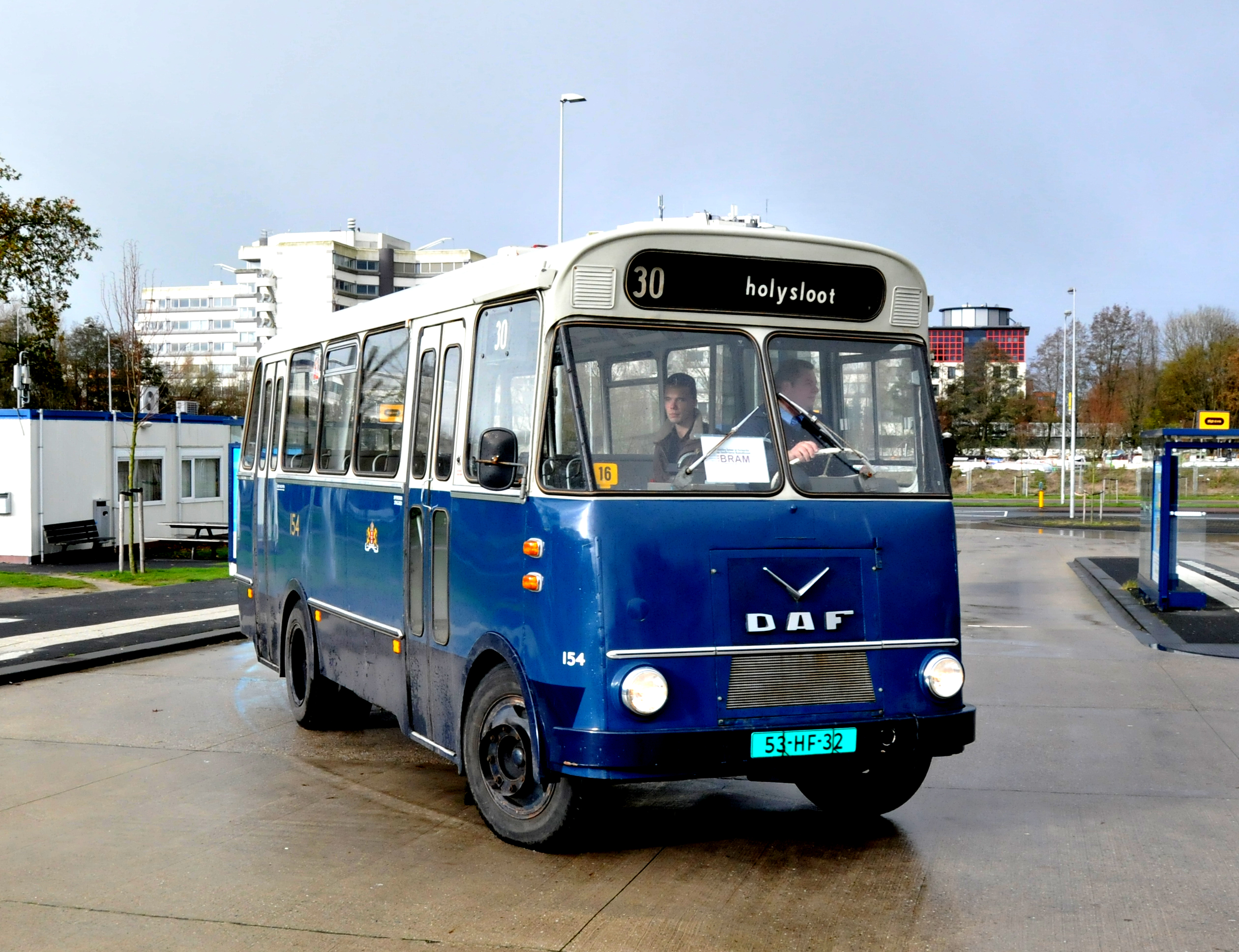
DAF/Verheul stadsbus 154 uit 1966, GVB
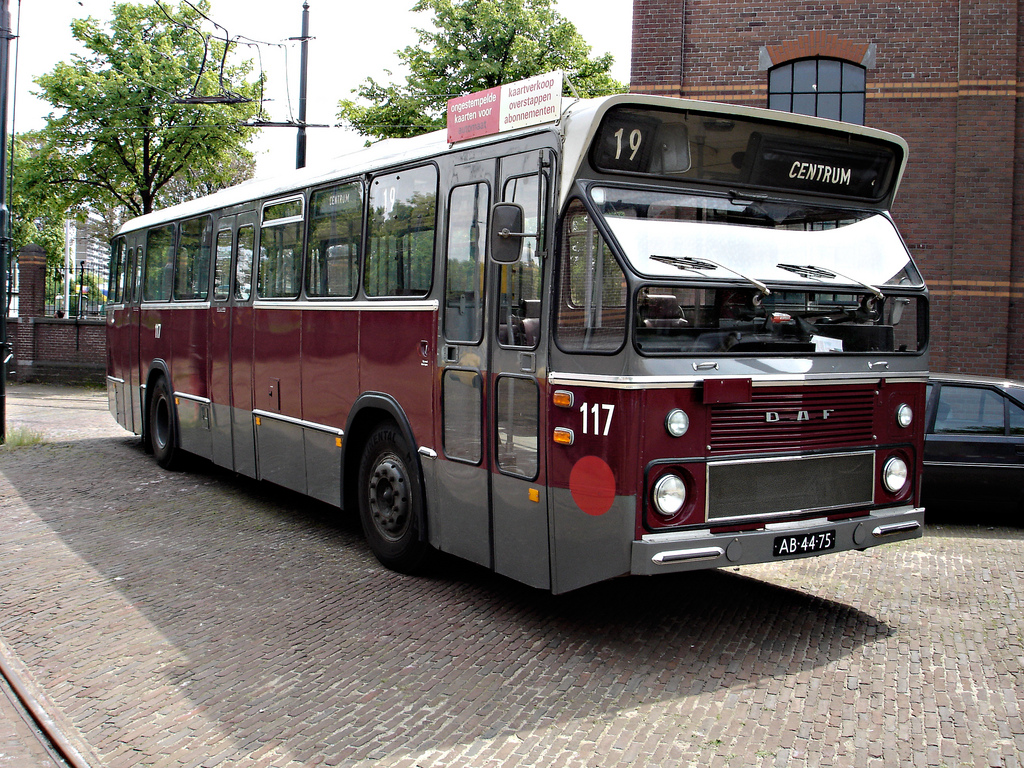
DAF/Hainje/Verheul stadsbus uit 1966, HTM
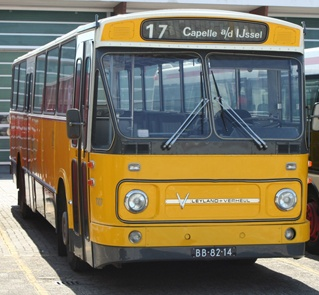
Leyland-Verheul LVB668 standaard streekbus 1107 uit 1968, Westnederland (ex-Citosa), Boskoop.
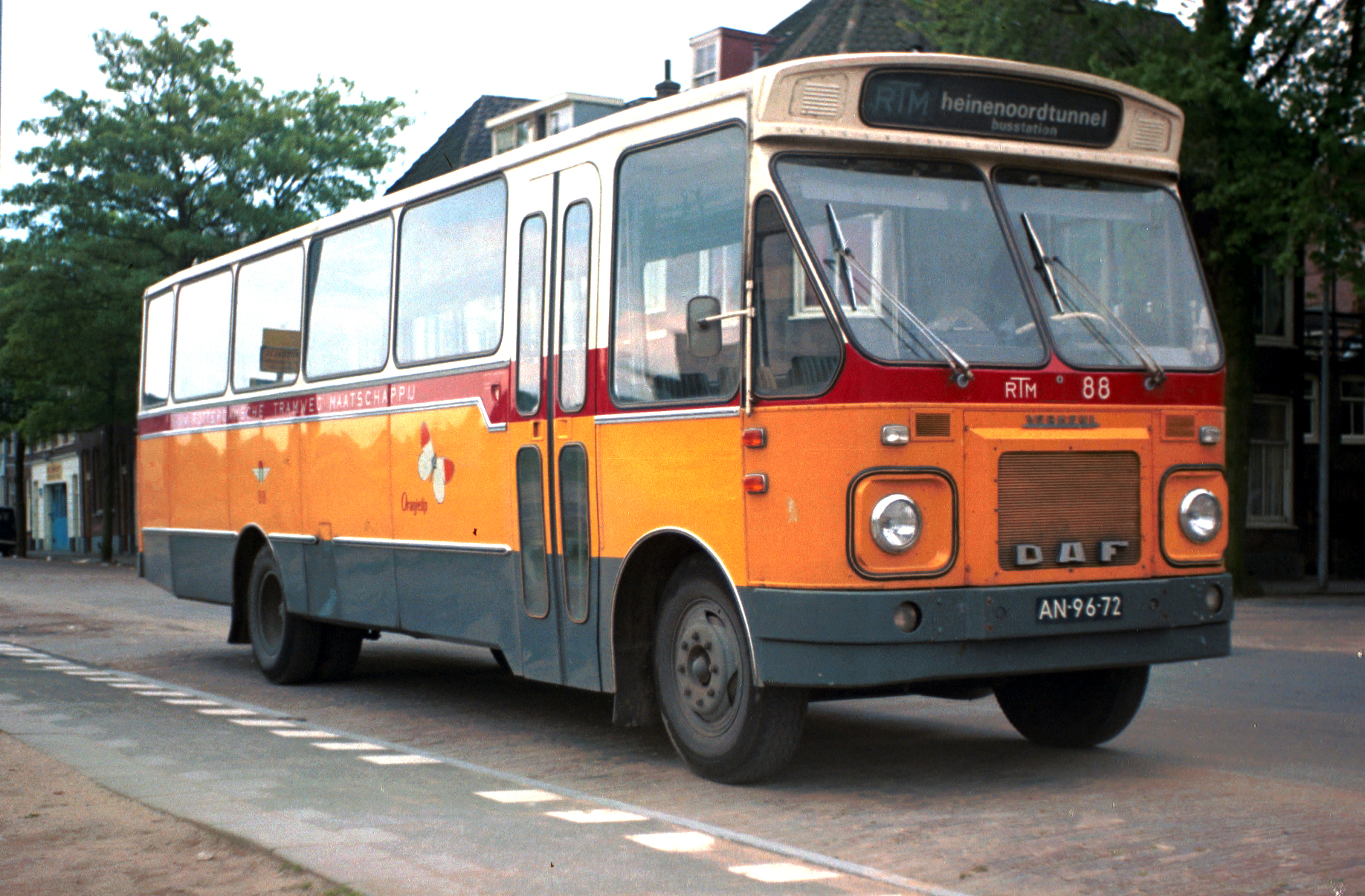
DAF/Verheul streekbus 88 Oranjetip voor veerponten en smalle wegen uit 1970, RTM, Rotterdam.